# قائمة ثوابت علمية سميت بأسماء أشخاص
هذه قائمة بثوابت فيزيائية ورياضية سميت نسبة إلى أشخاص.

## القائمة
- عدد إدنغتون: آرثر ستانلي إدنغتون
- ثابت أرخميدس: أرخميدس
- ثابت إردوس بورواين: بول إردوس، بيتر بورواين
- ثابت أفوغادرو: أميديو أفوغادرو
- ثابت إميري-تريفيتن: مارك إمبري ولويد تريفيتن
- ثابت أويلر-ماسكيروني: ليونهارت أويلر، لورنزو ماسكيروني
- عدد أويلر: ليونهارت أويلر
- ثابت بلانك: ماكس بلانك
- مغنطون بور: نيلس بور
- نصف قطر بور: نيلس بور
- ثابت بولتزمان: لودفيغ بولتزمان
- ثابت تشايتان: غريغوري تشايتان
- حد تشاندراسيخار: سابرامانين تشاندراسخار
- ثابت جوزيفسن: بريان جوزيفسن
- ثابت خينتشين: ألكسندر خينتشين
- ثابت رامانوجان-زولدنر: سرينيفاسا رامانوجان ويوهان غورغ فون زولدنر
- ثابت ريدبرغ: يوهانس ريدبيرغ
- ثابت ساكور-تيتروده: أوتو ساكور وهوغو تيتروده
- ثابت ستيفان-بولتزمان: جوزيف ستيفان ولودفيغ بولتزمان
- ثابت شيربينسكي: فاتسواف شيربينسكي
- ثابت لانداو-رامانوجان: إدموند لاندو وسرينيفاسا رامانوجان
- عدد غراهام: رونالد غراهام
- ثابت فاراداي: مايكل فاراداي
- ثابت فايينبوم: ميتشل فايينبوم
- ثابت فون كليتسنغ: كلاوس فون كليتزينغ
- متوسط فيدياس (النسبة الذهبية): فيدياس
- ثابت قانون فيين للإزاحة: فلهلم فيين
- زاوية كابيبو: نيكولا كابيبو
- ثابت كوبلاند-إردوس: بول إردوس، بيتر بورواين
- ثابت كولوم: شارل أوغستان دي كولوم
- ثابت كير: جون كير
- ثابت لوشميت: يوهان يوسف لوشميت
- ثابت ليجاندر: أدريان ماري ليجاندر
- ثابت مايسل-ميرتنس: إرنست مايسل وفرانتس ميرتنس
- ثابت نيوتن (ثابت الجاذبية الأرضية): السير إسحاق نيوتن
- ثابت هابل: إدوين هابل
- طاقة هارتري: دوغلاس هارتري